# 피델 산체스 에르난데스
피델 산체스 에르난데스(스페인어: Fidel Sánchez Hernández, 1917년 6월 7일 ~ 2003년 2월 28일)는 1967년부터 1972년까지 엘살바도르의 대통령으로 재임한 인물이다. 군인 출신의 정치가이고, 임기 말 부정선거 혐의로 기소되었다.
1917년 엘 디비사데로에서 태어났으며, 미국에서 교육을 받았다. 이후 군인이 되었고, 훌리오 아달베르토 리베라대통령으로부터 내무 장관으로 지명되었다.
1967년 대선에서 승리, 당선되었다.
재임 중 온두라스와 축구 전쟁을 벌이기도 했다.
임기 말 벤하민 메히아 대령의 쿠데타로 실각할 위기에 처했지만 살아났다.
하지만 아르투로 아르만도 몰리나를 당선시키기 위해 부정을 저질렀고, 이 혐의로 기소되었다.
2003년 심장마비로 사망하였다.

## 참조
1. ↑  “엘살바도르 쿠데타未遂”. 동아일보. 1972년 3월 27일.